# Matilda (album)
Matilda – drugi album angielskiej formacji Stateless wydany 21 lutego 2011 przez wytwórnię Ninja Tune. Album został wydany na dwóch płytach CD oraz na dwóch płytach LP, druga płyta zawiera instrumentalną wersję całego albumu.

## Lista utworów
1. "Curtain Call" – 6:14
2. "Ariel" – 3:33
3. "Miles to Go" – 4:23
4. "Visions" – 2:58
5. "Assassinations" – 4:10
6. "Red Sea" – 1:59
7. "I'm On Fire" (feat. Shara Worden) – 5:20
8. "Ballad of NGB" (feat. Balanescu Quartet) – 3:28
9. "Song for the Outsider" (feat. Balanescu Quartet) – 5:15
10. "Junior" (feat. Balanescu Quartet) – 4:37
11. "I Shall Not Complain" – 7:08